# Zwölfgötterrelief (Marbach am Neckar)

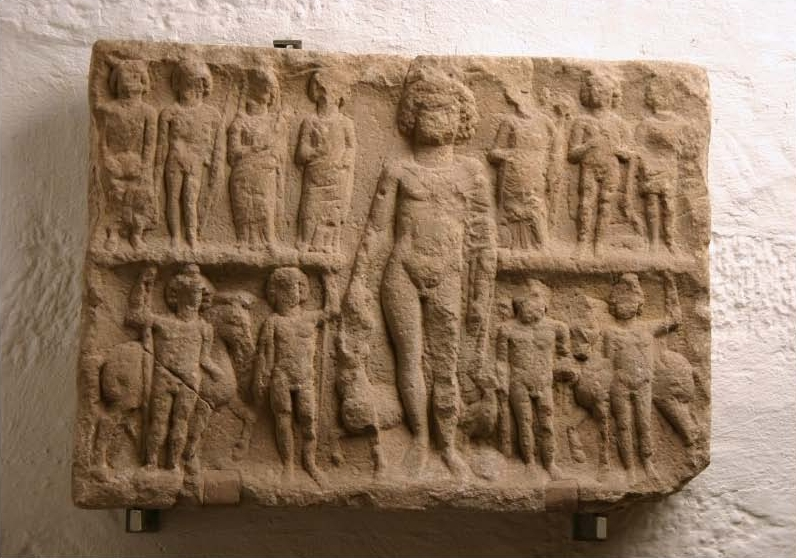
Zwölfgötterrelief aus Marbach am Neckar

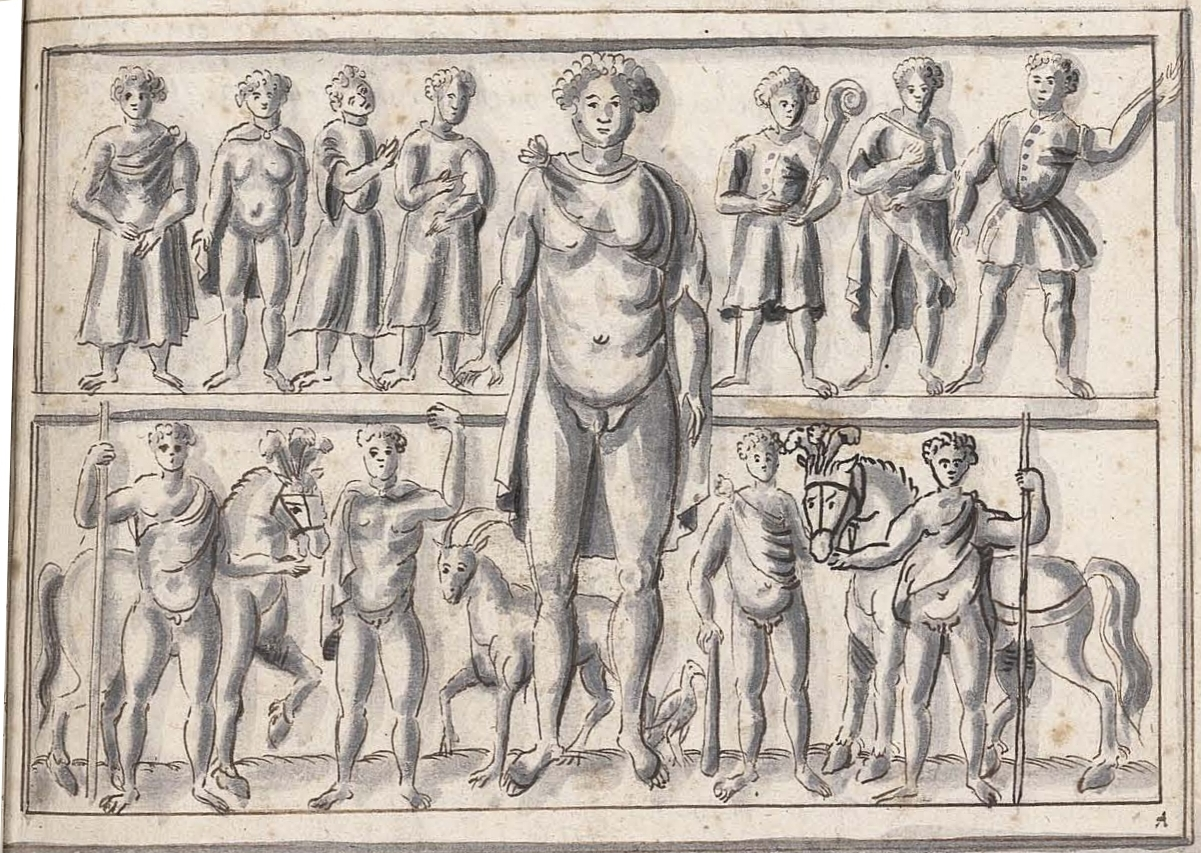
Zeichnung des Zwölfgötterreliefs von Simon Studion, dem Entdecker des Denkmals

Das Zwölfgötterrelief aus Marbach am Neckar, einer Stadt im Landkreis Ludwigsburg in Baden-Württemberg, stammt aus dem 2./3. Jahrhundert nach Christus. Das Original wird im römischen Lapidarium des Landesmuseums Württemberg in Stuttgart ausgestellt.
Das Denkmal aus Schilfsandstein ist 55 cm hoch, 75 cm breit und hat eine Tiefe von 9 cm.
Mercurius steht in der Mitte des Reliefs, die übrigen elf Götter sind in zwei Reihen mit sieben und vier Figuren angeordnet. Gesichert zu benennen sind Jupiter, Fortuna, Sol, Silvanus, Castor und Pollux und Herakles. Unsicher sind die Benennung eines männlichen Gottes (möglicherweise Mars) und dreier weiblicher Gottheiten, bei denen es sich um Luna, Juno und Ceres handeln könnte.
Das Relief wurde 1583 in einer Mauer auf dem Markt in Marbach entdeckt und vom Archäologen Simon Studion mit sechs weiteren römischen Steinen nach Stuttgart zu Herzog Ludwig geschickt, der sie zusammen mit anderen römischen Denkmälern in den Türmen des Neuen Lusthauses in Stuttgart aufstellen ließ.